# Marcy Lafferty
Pour les articles homonymes, voir Lafferty.
Marcy Lafferty est une actrice américaine née le 21 juin 1946 à Galveston, Texas. Elle est la fille du producteur de télévision Perry Lafferty et fut l'épouse de William Shatner du 20 octobre 1973 au 11 décembre 1996.

## Filmographie

### Cinéma
- 1974 : Secret Pulsion : Hotel Clerk
- 1977 : L'Horrible Invasion : Terry Hansen
- 1979 : Le Jour de la fin des temps : Beth
- 1979 : Star Trek, le film : Chef DiFalco
- 1982 : Y a-t-il enfin un pilote dans l'avion ? : First Woman in Line
- 1994 : Rave Review : Martha (en tant que Marcy Lafferty Shatner)
- 1996 : Wedding Bell Blues : Sonya Napier (en tant que Marcy Lafferty Shatner)

### Télévision

#### Séries télévisées
- 1969 : The New People : Vicky
- 1970 : Dan August : Vicki Radner
- 1970 : Hawaï, police d'état : Sue Waters
- 1970-1971 : Médecins d'aujourd'hui : Nurse Putman / Nancy
- 1971 : The Bold Ones: The New Doctors : Janice
- 1972 : Sur la piste du crime
- 1972 : The Sandy Duncan Show : Réceptionniste
- 1975 : Bronk : Marci / Secrétaire du maire
- 1975 : La côte sauvage : Tranquility Smith
- 1976 : Barnaby Jones : Connie
- 1976 : Sergent Anderson : Mackay
- 1977 : Big Hawaii : Susan Barlow
- 1982-1986 : Hooker : Stephanie Bailey / Rita Holmes / Julia Hudson / ...
- 1983 : L'île fantastique : Sheila
- 1984 : Mike Hammer : Rhonda Rondale

#### Téléfilms
- 1971 : Paper Man : Secrétaire
- 1973 : Coffee, Tea or Me? : Stewardess
- 1973 : Hunter
- 1973 : Stat! : Dolores Payne
- 1974 : Tell Me Where It Hurts
- 1978 : Crash
- 1980 : Dan August: The Trouble with Women : Vicki Radner (en tant que Marcy Brown)

## Distinctions

### Nominations
- Saturn Award :
  - Nommée au Saturn Award de la meilleure actrice dans un second rôle 1980 (Le Jour de la fin des temps)